# (32411) 2000 RY24
2000 RY24 (asteroide 32411) é um asteroide da cintura principal. Possui uma excentricidade de 0.04950500 e uma inclinação de 15.71172º.
Este asteroide foi descoberto no dia 1 de setembro de 2000 por LINEAR em Socorro.